# Brian Cage
Brian Christopher Button (nacido el 2 de febrero de 1984) es un luchador profesional estadounidense, más conocido bajo el nombre de Brian Cage, que actualmente trabaja para All Elite Wrestling (AEW). Button ha trabajado principalmente para Impact Wrestling, Lucha Libre AAA Worldwide, Lucha Underground, Pro Wrestling Guerrilla y en el circuito independiente. 
Button ostenta actualmente el Campeonato Mundial de Televisión de ROH. Además, ha sido una vez campeón mundial al ser Campeón Mundial de Impact. También fue una vez Campeón de la División X de Impact, una vez Campeón FTW, una vez Campeón Mundial en Parejas de PWG y dos veces Campeón Mundial en Parejas de Seis Hombres de ROH. 

## Carrera

### Carrera temprana (2005-2008)
El amor de Cage por la lucha libre profesional y el deseo de ser un luchador comenzó al ver lucha libre en la televisión cuando era niño. Durante su joven edad Cage se hizo amigo del luchador Chris Kanyon después de que al finalizar un espectáculo que se realizó en Sacramento en el Arco Arena, donde Cage hizo una señal de la que Kanyon se dio cuenta. Kanyon luego se convirtió en la mayor influencia de Cage en su decisión de continuar con la lucha libre profesional como una carrera. Esto al final llevó a Cage y a sus amigos comenzar su propia Federación en 2004 llamado Main-Event Wrestling Federation (MWF) en Chico, CA. El debut de Cage se realizó en un show de MWF, contra Kanyon. Esto llevó a un segundo show en el que Cage se enfrentó nuevamente a Kanyon. Cage terminó ganando los dos combates contra Kanyon. Durante este tiempo, Cage había estado entrenando en Pro Championship Wrestling. Además, Cage compitió en All Pro Wrestling. Esto continuó hasta que Cage, bajo el consejo de Kanyon, dejó Atlanta para entrar en el territorio de desarrollo de la WWE, Deep South Wrestling.
Si bien Cage no había firmado un contrato oficial con Deep South Wrestling, Cage compitió con otros luchadores de la WWE. Cuando WWE terminó sus lazos con Deep South Wrestling, Cage decidió ir a California. Sin embargo, Kanyon le preguntó a Cage si se podía convertir en Mortis, así si Kanyon algún día hacia un reaparición, todavía podría tener su nombre por ahí. Cage es la única persona además de Kanyon que ha portado el personaje de Mortis. 
Cage de nuevo regresó a California y trabajó con promociones como All Pro Wrestling, Supreme Pro Wrestling, Lucha Libre y Fog City.

### World Wrestling Entertainment (2008-2009)
En junio de 2008, la WWE firmó a Cage un contrato y lo asignaron al territorio de desarrollo Florida Championship Wrestling. Cuando Cage comenzó a luchar en la FCW lo hizo bajo el nombre de Brian Cage, pero luego, decidió cambiarlo a Kris Logan. El nombre Kris Logan se hizo para dar homenaje a Chris Kanyon, con la parte de Logan, debido a su apariencia similar a la del personaje de Marvel Comics Wolverine, junto con el traje que llevaba, que lucía medias de color amarillo con marcas de garras. El 23 de julio de 2009, Logan y Justin Gabriel derrotaron a The Dude Busters ( Caylen Croft y Trent Barreta ) para convertirse en FCW Florida Tag Team Champions. Sin embargo, perdieron el título esa misma noche contra los Rotundos (Bo Rotundo y Duke Rotundo). Más tarde, Cage apareció con un nuevo personaje llamado Night Claw. El personaje Night Claw fue visto en algunos combates y se supone que debía ser utilizado durante el tiempo que Hurricane todavía estaba activo en la WWE. Sin embargo, esto no ocurrió debido a que Cage fue finalmente liberado de su contrato a mediados de septiembre de 2009.

### Circuito Independiente (2009-2020)
Después de que la WWE lo liberó de su contrato, Cage decidió volver al circuito independiente y también luchó en Asia. Cage regresó a la promoción Main Event Wrestling, donde ganó el Main Event Wrestling California Cup, venciendo a Ryan Taylor, Joey Ryan, y finalmente a T.J. Perkins. En octubre de 2010, Cage luchó contra Kenny Dykstra a quien derrotó en el pay-per-view en internet de Main Event Wrestling.
Luego Cage firmó con la promoción NWA Hollywood, dónde hizo equipo con Shaun Ricker formando el Tag Team Natural Selection que fue representado por Percy Pringle III. Finalizando 2011, el equipo de disolvió teniendo Cage un feudo con Shaun Ricker y comenzando una carrera en solitario.
Cage también compitió en otras promociones como Future Stars of Wrestling. Cage tuvo un feudo con Brandon Gatson con quien luchó el 21 de julio de 2012, dicho combate fue llamado Combate del Año. Cage también luchó en Pro Championship Wrestling y durante sus primeros meses tuvo un feudo con A.J. Kirsch del programa de televisión de la WWE Tough Enough. El feudo entre los dos ocurrió durante un combate de PCW y la rivalidad empezó cuando los dos entrenaron juntos en el PCW Training Facility llamado The Workfarm. Cage y Kirsch lucharon en combate con límite de tiempo de 10 minutos que terminó en empate. El 19 de febrero de 2015, Cage derrotó a Matt Hardy en un TLC match para capturar el Future Stars Of Wrestling Heavyweight Championship.

### Pro Wrestling Guerrilla (2010-2013)
Cage hizo su debut en Pro Wrestling Guerrilla el 30 de julio de 2010, contra Brandon Bonham cuyo combate perdió Cage. En su próximo combate, Cage perdió nuevamente ante Bonham en el combate inaugural del 2010 Battle of Los Angeles. Luego, Cage formó una alianza con Chuck Taylor y Ryan Taylor conocidos como los Fightin' Taylor Boys, adquiriendo el nombre de los últimos llamándose Brian Cage-Taylor. El grupo tuvo éxito (con Brian y Ryan haciendo el mayor trabajo), pero nunca consiguieron ser los retadores por el PWG World Tag Team Championship.
En Death to All But Metal que se realizó el 25 de mayo de 2012, Cage (dejando de usar el nombre "Taylor") recibió su primer título siendo el PWG World Championship derrotando a Kevin Steen. En Threemendous III realizado el 21 de julio, Cage derrotó a Eddie Edwards después de que este interfiriera en la defensa titular de Kevin Steen contra Willia Mack, atacando a ambos hombres. El 1 de septiembre, en la primera noche del 2012 Battle of Los Angeles, Cage derrotó B-Boy para avanzar a los cuartos de final, después interfirió en otra lucha de Kevin Steen, causando que perdiera una lucha no-titular contra Ricochet. Al siguiente día, Cage fue eliminado del torneo por Michael elgin, debido a la interferencia de Steen. En Failure to Communicate realizado el 27 de octubre, Cage derrotó a Willia Mack, con quien tuvo un feudo hasta julio.
El 12 de enero de 2013, Cage y Michael Elgin formaron un equipo llamándose The Unbreakable F'n Machines y participaron en el 2013 Dynamite Duumvirate Tag Team Title Tournament. En el primer combate, ambos capturaron el PWG World Tag Team Championship al derrotar a los ganadores del año pasado, The Super Smash Bros. (Player Uno y Stupefied). The Unbreakable F'n Machines perdieron los campeonatos frente a The Young Bucks (Matt y Nick Jackson) en la semifinal del torneo que se realizó esa misma noche.

### Total Nonstop Action Wrestling (2012-2014)
Cage inicialmente hizo una aparición para Total Nonstop Action Wrestling (TNA) el 30 de agosto de 2012 compitiendo en un partido oscuro de prueba contra Robbie E en un esfuerzo perdedor. Al año siguiente, Cage hizo otra aparición en la edición del 10 de enero de 2013 de Impact Wrestling en otro partido de prueba, pero a través del programa TNA Gut Check de corta duración de la compañía en una derrota ante Jay Bradley.
Cage haría otra aparición en el año de 2014 durante el verano en la grabación especial de Destination X del 26 de junio (emitida el 31 de julio del mes siguiente en demora de cinta) en un partido de triple amenaza que compite contra Sanada y Crazzy Steve para clasificarse en la próxima ronda. para el vacante Campeonato de la División X de la TNA, pero siendo derrotado.

### Lucha Underground (2014-2019)
El 5 de octubre de 2014, se informó de que Cage había firmado con Lucha Underground. Debutó bajo el nombre de Cage el 18 de octubre ganó un 4-way Elimination Match contra Aero Star, Argenis y Angélico que fue transmitido el 14 de enero de 2015. A pesar de que comenzó la noche, aparentemente como face, pero al final de la noche atacó a Prince Puma , consolidando su estatus de Heel dominante. Más tarde perdió por descalificación, por atacar tanto Puma como a su mánager Konnan. Semanas más tarde, Cage derrotó a Puma en una lucha no titular para ganarse otra oportunidad por el título. El combate por el título tuvo lugar el episodio de marzo de 25 en una street fight match, logrando Puma retener su título contra Cage. Después, comenzó un feudo contra The Mack a quien derrotó en un "Falls Count Anywhere Match" en Ultima Lucha.
En la segunda temporada de Lucha Underground, Cage se volvió face y puso los ojos en Johnny Mundo. Mundo intentó atacar a Cage después de su victoria ante el debutante Joey Ryan solo para que Cage pusiera las mesas y las rompiera con Mundo mediante su finisher Weapon X en la edición 2/17 de Lucha Underground. Ambos se enfrentaron cara a cara una semana después, con una victoria para Mundo después de la distracción de la debutante Taya

### Asistencia Asesoría y Administración / Lucha Libre AAA Worldwide (2015-2023)
El 27 de febrero de 2015, Brian Cage hizo su debut para la promoción de México Asistencia Asesoría y Administración (AAA), siendo el nuevo rival del Mega Campeón El Patrón Alberto en un six-man tag team main event. El 1 de abril, Cage derrotó a Alberto de nuevo con la ayuda de la Sociedad en un partido que fue originalmente programado para llevarse a cabo en el Rey de Reyes. Después de la lucha, Cage exigió una oportunidad por el título de Alberto. El combate por el título tuvo lugar el 14 de junio en Verano de Escándalo , donde Alberto obtuvo la victoria por descalificación, después  exigió una Lucha de Apuestas cabellera vs cabellera a Alberto . El 9 de agosto en Triplemanía XXIII, Cage fue derrotado por Alberto en una Lucha de Apuestas y fue después, de acuerdo con la estipulación, forzado a tener afeitada la cabeza.
Cage compitió en la Lucha Libre World Cup como miembro del Team Lucha Underground junto a Chavo Guerrero Jr. y Johnny Mundo, derrotando al Team México Leyendas (Blue Demon Jr., Canek y La Parka) en los cuartos de final. En la semifinal y Team México International (Rey Mysterio Jr., Dr. Wagner Jr. y Dragon Azteca Jr.) en las semifinales. El equipo de Cage gana el torneo al vencer al Equipo AAA (Pentagon Jr., El Texano Jr. y Psycho Clown) en la final.

### Regreso a Impact Wrestling (2018-2020)
El 11 de enero de 2018, Cage volvió a firmar con Impact Wrestling. El 15 de febrero en Impact!, Cage hizo su debut en el ring contra John Cruz en una victoria decisiva. En Slammiversary XVI, Cage derrotó a Matt Sydal para ganar el Campeonato de la División de Impact X. ¡El 26 de julio, Cage hizo su primera defensa exitosa en una revancha contra Sydal. Cage también defendió con éxito su título contra Fénix el 30 de agosto, y contra Rich Swann el 18 de octubre de Impact!.
Durante las grabaciones de Impact Wrestling en noviembre, Cage invocaría la "Opción C", una opción abierta solo al titular del Campeonato de la X-División, donde entregan el título, a favor de recibir una oportunidad por el Campeonato Mundial de Impact en Homecoming el 6 de enero de 2019, donde perdió al campeón Johnny Impact. El 15 de marzo en Impact!, Cage salvaría a Johnny Impact de Killer Kross y Moose, pero Impact se volvió contra Cage después de que la esposa de Impact, Taya Valkyrie, le atacara a Cage.
El 28 de abril en Rebellion, Cage venció a Impact y se convirtió en Campeón Mundial de Impact por primera vez. Después del combate, fue atacado por el debutante Michael Elgin. Durante la lucha, Cage sufrió una lesión en la espalda después de una Spanish Fly desde la rampa hasta el piso de la arena. Debido a la lesión, Cage se perdió dos días de grabaciones de televisión que tuvieron lugar la semana siguiente.

### All Elite Wrestling (2020-presente)
El 23 de mayo de 2020, Cage debuta en AEW durante el evento Double or Nothing, manejado por Tazz, siendo el luchador misterioso que ingresó en la Casino Ladder Match, obteniendo la victoria, ganando una futura oportunidad por el Campeonato Mundial de AEW. Posteriormente, Cage sería coronado por Tazz como el nuevo portador del Campeonato de FTW, un título no oficial reactivado después de veinte años. El 15 de julio en AEW Fight for the Fallen sería derrotado por Jon Moxley en su lucha por el campeonato de AEW. El 21 de julio en AEW Dark, Cage formaría una alianza con Ricky Starks, después de unirse para atacar a Robert Anthony y Darby Allin. 
En el Dynamite: Fyter Fest, fue derrotado por Ricky Starks perdiendo el Campeonato de FTW debido a la interferencia de Hook & Powerhouse Hobbs, terminando con un reinado de 377 días.
El 8 de octubre de 2021 en Rampage, Cage intentó recuperar el Campeonato de FTW en una Philly Street Fight, pero fue derrotado por Ricky Starks debido a la interferencia del Team Taz.

## En Lucha
- Finishing moves
  - Metallingus (Fireman's carry facebuster)
  - Drill Claw / Lucha Destroyer  (Vertical suplex piledriver)
  - Weapon X (Reverse gory special STO)
  - Spinning lariat
- Signature moves
  - 818 (Tiger feint kick)
  - Black Magic (Double jump moonsault)
  - Curb Stomp (Standing inverted Indian deathlock surfboard followed into a head stomp)
  - Sitout double leg slam
  - Five Star Elbow Drop (Diving elbow drop)
  - GMSI (Sitout pumphandle facebuster)
  - Inverted cloverleaf
  - Multiple backbreaker variations
    - Chainlink (Swinging side slam)
    - Hip toss onto the knee
    - Powerbomb onto the knee

  - Multiple suplex variations
    - Delayed vertical
    - German
    - Super to an opponent on the apron

  - swinging one-armed neckbreaker
  - Sliding reverse STO
  - Spinning spinebuster
  - Standing powerbomb seguido de un turnbuckle powerbomb
- Nicknames
  - "Border Patrol"[8]
  - "The (Fucking) Machine"[8]
  - "Mr. GMSI"
  - "The Swole-verine"

## Campeonatos y logros
- All Elite Wrestling
  - FTW Championship (1 vez)

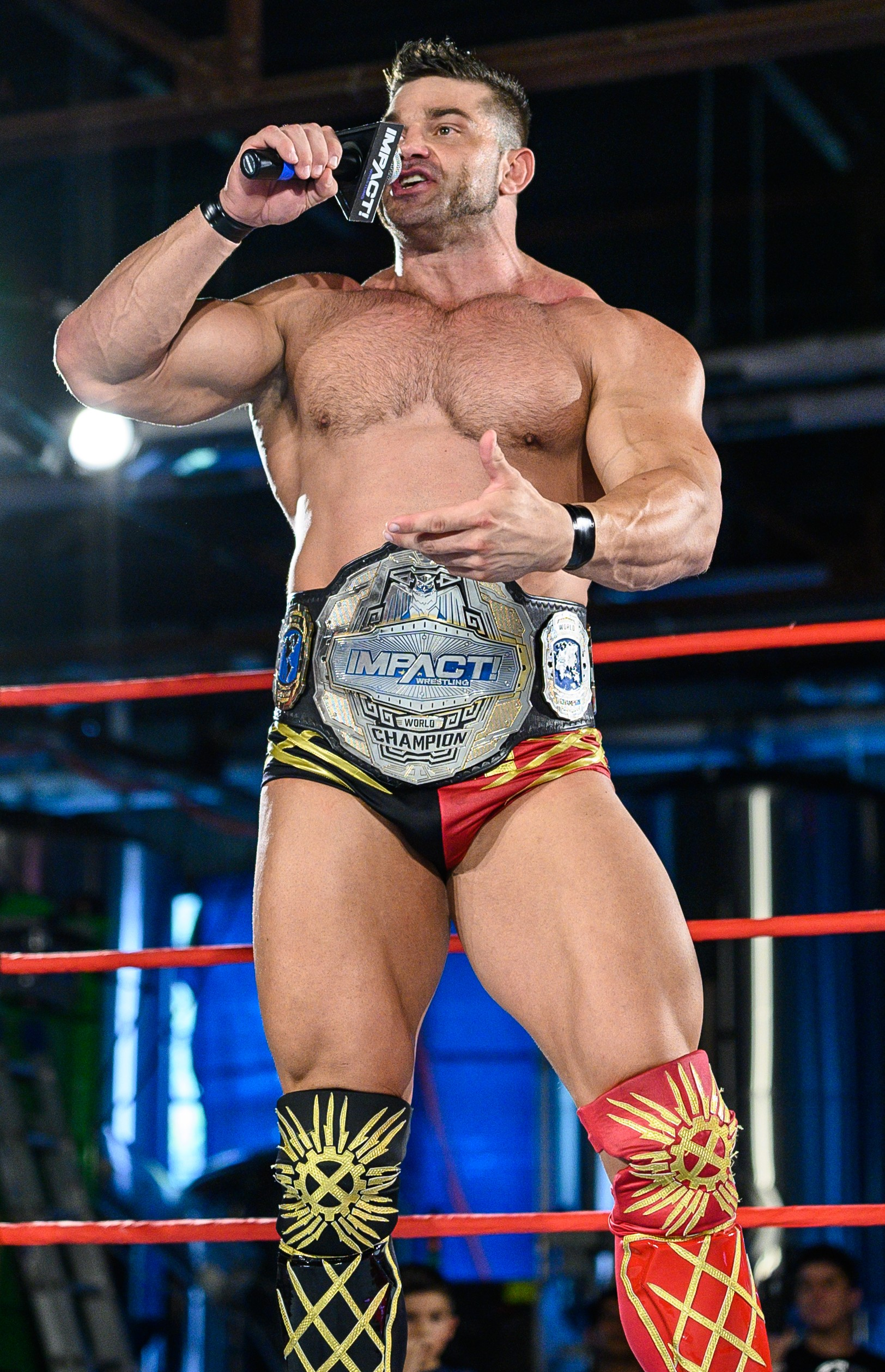
Cage como Campeón Mundial de Impact.

  - Men's Casino Ladder Match  (2020)

- All Pro Wrestling
  - APW Worldwide Internet Championship (1 vez)

- Asistencia Asesoría y Administración
  - Lucha Libre World Cup (2016) – con Johnny Mundo y Chavo Guerrero Jr.

- Championship Wrestling from Hollywood
  - CWFH Heritage Tag Team Championship (2 veces) – con Shaun Ricker

- DDT Pro-Wrestling
  - Ironman Heavymetalweight Championship (1 vez)

- Dungeon Championship Wrestling
  - DCW Heavyweight Championship (1 vez)[9]

- FEST Wrestling
  - Love Cup (2017) – con Sami Callihan[10]

- Fighting Spirit Pro
  - FSP World Heavyweight Championship (1 vez)[11]

- Florida Championship Wrestling
  - FCW Florida Tag Team Championship (1 vez) – con Justin Gabriel[12]

- Future Stars of Wrestling
  - FSW Heavyweight Championship (1 vez)[13]

- Impact Wrestling
  - Impact World Championship (1 vez)
  - Impact X Division Championship (1 vez)
  - X Division Star of the Year (2018)[14]

- International Wrestling Federation
  - IWF World Championship (1 vez, inaugural)
  - IWF World Championship Tournament (2015)

- Lucha Underground
  - Lucha Underground Gift of the Gods Championship (1 vez)

- Main Event Wrestling
  - California Cup (2011)[15]

- Mayhem Wrestling Entertainment
  - MWE Heavyweight Championship (1 vez)[16]

- Mach One Wrestling
  - M1W Tag Team Championship (1 vez)  – con Shaun Ricker
  - M1W Tag Team Championship Tournament (2010) – con Shaun Ricker

- North America Wrestling
  - NAW North America Championship (1 vez)[17]

- North Shore Pro Wrestling
  - Standing 8 Tournament (2013)

- Piledriver Pro Wrestling
  - PPW Heavyweight Championship (1 vez)[18]

- Pro Wrestling Bushido
  - PWB Television Championship (1 vez)

- Pro Wrestling Experience
  - PWE Heavyweight Championship (1 vez)

- Pro Wrestling Guerrilla
  - PWG World Tag Team Championship (1 vez) – con Michael Elgin

- Pro Wrestling Revolution
  - PWR Tag Team Championship (2 veces) - con Derek Sanders
  - PWR Junior Heavyweight Championship (1 vez)

- Pro Championship Wrestling
  - PCW Inter-California Championship (1 vez)

- Ring of Honor
  - ROH World Television Championship, (1 vez)
  - ROH World Six-Man Tag Team Championship (2 veces) – con Kaun & Toa Liona

- Warriors Wrestling
  - Warrior Wrestling Championship (1 vez)

- WrestleCircus
  - WC Ringmaster Championship (2 veces, actual)
  - WC Sideshow Championship (1 vez, actual)

- World Series Wrestling
  - WSW Heavyweight Championship (1 vez)

- Pro Wrestling Illustrated
  - Luchador que más ha mejorado del año (2019)
  - Situado en el Nº333 en los PWI 500 de 2013[19]
  - Situado en el Nº78 en los PWI 500 de 2015[20]
  - Situado en el Nº95 en los PWI 500 de 2016[21]
  - Situado en el Nº105 en los PWI 500 de 2017[22]
  - Situado en el Nº118 en los PWI 500 de 2018[23]

### Lucha de Apuestas
| Ganador                       | Perdedor               | Lugar            | Evento            | Fecha               | Notas |
| ----------------------------- | ---------------------- | ---------------- | ----------------- | ------------------- | ----- |
| El Patrón Alberto (cabellera) | Brian Cage (cabellera) | Ciudad de México | Triplemanía XXIII | 9 de agosto de 2015 |       |